# Tứ Minh
Tứ Minh là một phường thuộc thành phố Hải Phòng, Việt Nam.

## Địa lý
Phường Tứ Minh có vị trí địa lý:
- Phía bắc giáp phường Việt Hòa.
- Phía nam giáp xã Yết Kiêu và phường Thạch Khôi với ranh giới tự nhiên là sông Bắc Hưng Hải.
- Phía đông giáp phường Lê Thanh Nghị.
- Phía tây giáp xã Mao Điền.

## Lịch sử
Sau năm 1945, Tứ Minh là một xã thuộc huyện Cẩm Giàng. Năm 1969, xã được sáp nhập vào thị xã Hải Dương (nay là thành phố Hải Dương).
Ngày 19 tháng 3 năm 2008, Chính phủ ban hành Nghị định số 30/2008/NĐ-CP. Theo đó, thành lập phường Tứ Minh trên cơ sở toàn bộ 673,75 ha diện tích tự nhiên và 12.343 người của xã Tứ Minh; 38,98 ha diện tích tự nhiên của thị trấn Lai Cách, huyện Cẩm Giàng vừa được điều chỉnh về thành phố Hải Dương.
Sau khi thành lập, phường Tứ Minh có 712,73 ha diện tích tự nhiên và 12.343 người.
Ngày 16 tháng 10 năm 2019, Ủy ban Thường vụ Quốc hội ban hành Nghị quyết số 788/NQ-UBTVQH14 về việc sắp xếp các đơn vị hành chính cấp huyện, cấp xã thuộc tỉnh Hải Dương (nghị quyết có hiệu lực từ ngày 1 tháng 12 năm 2019). Theo đó:
- Điều chỉnh 8,70 ha diện tích tự nhiên và 31 người của phường Thanh Bình; 5,44 ha diện tích tự nhiên của phường Việt Hòa về phường Tứ Minh
- Điều chỉnh 1,23 ha diện tích tự nhiên và 458 người của phường Tứ Minh về phường Thanh Bình
- Điều chỉnh 18,38 ha diện tích tự nhiên của phường Tứ Minh về phường Việt Hòa
- Điều chỉnh 4,14 ha diện tích tự nhiên của phường Tứ Minh về phường Tân Bình.

Sau khi điều chỉnh địa giới hành chính, phường Tứ Minh có 739,36 ha diện tích tự nhiên và 49.088 người.
Ngày 12 tháng 6 năm 2025, Quốc hội ban hành Nghị quyết số 202/2025/QH15 về việc sắp xếp đơn vị hành chính cấp tỉnh (nghị quyết có hiệu lực từ ngày 12 tháng 6 năm 2025). Theo đó, sáp nhập tỉnh Hải Dương vào thành phố Hải Phòng. Phường Tứ Minh thuộc thành phố Hải Phòng.
Ngày 16 tháng 6 năm 2025, Ủy ban Thường vụ Quốc hội bàn hành Nghị quyết sắp xếp các đơn vị hành chính cấp xã thuộc thành phố Hải Phòng năm 2025. Theo đó, sắp xếp toàn bộ diện tích tự nhiên, quy mô dân số của xã Cẩm Đoài, một phần diện tích tự nhiên và quy mô dân số của phường Tứ Minh và thị trấn Lai Cách thành phường mới có tên gọi là phường Tứ Minh.
Căn cứ theo đề án sắp xếp đơn vị hành chính cấp xã của thành phố Hải Phòng năm 2025, phường Tứ Minh được thành lập từ:
- Toàn bộ diện tích tự nhiên là 4,62 km², quy mô dân số là 5.973 người của xã Cẩm Đoài;
- Một phần diện tích tự nhiên là 7,08 km², quy mô dân số là 17.445 người của phường Tứ Minh;
- Một phần diện tích tự nhiên là 3,07 km², quy mô dân số là 6.998 người của thị trấn Lai Cách, huyện Cẩm Giàng.

Phường Tứ Minh có diện tích là 14,77 km² (đạt 268,57% so với tiêu chuẩn) và quy mô dân số là 30.416 người (đạt 144,84% so với tiêu chuẩn).